# Scaglia-Kammratte
Die Scaglia-Kammratte (Ctenomys scagliai) ist eine Art der Kammratten. Die Art kommt endemisch in Argentinien vor, wo sie nur in der Provinz Tucumán nachgewiesen ist.

## Merkmale
Die Scaglia-Kammratte erreicht eine Kopf-Rumpf-Länge von 19,5 Zentimetern sowie eine Schwanzlänge von 8,5 Zentimetern, das Gewicht liegt bei 270 Gramm. Die Ohrlänge beträgt 10 Millimeter und die Hinterfußlänge mit Klaue 37 Millimeter. Dabei stammen alle Angaben vom Holotyp, also dem der Artbeschreibung zugrunde liegenden Individuum. Es handelt sich damit um eine mittelgroße Art der Gattung. Die Färbung ist ockerfarben-braun auf dem Rücken und wird an den Körperseiten und am Bauch heller bräunlich-gelb. Die Haare sind lang und seidig, sie sind deutlich zweifarbig. Dabei sind die Rückenhaare an der Basis bis zu drei Fünftel schwarz und danach heller braun, die Bauchhaare sind bis etwa zur Hälfte schwarz. Die Schnauze und die Kopfoberseite sind schwarz-braun, wobei sich die Farbe auf dem Rücken als dorsaler Mittelstreifen fortsetzt. Die Ohren sind sehr klein ausgebildet. Der Schwanz ist mit kurzen und spärlich verteilten Haaren besetzt; er ist im vorderen Bereich heller braun und im letzten Drittel schwarz gefärbt.
Der Schädel ist kräftig gebaut und dabei schmaler als der vieler anderer Kammratten. Die oberen Schneidezähne sind nicht vorstehend (orthodont). Die Nasenbeine sind sehr schmal, die Jochbögen sind vergleichsweise schmal. Die Paukenblasen sind etwas aufgeblasen und wirken in der Seitenansicht rund.

## Verbreitung
Das Verbreitungsgebiet der Scaglia-Kammratte ist auf die Provinz Tucumán im Norden von Argentinien beschränkt, wo die Art nur an ihrem Originalfundort nachgewiesen ist.

## Lebensweise
Über die Lebensweise der Art liegen keine Informationen vor. Sie lebt wie alle Kammratten weitgehend unterirdisch in Gangsystemen und ernährt sich vegetarisch von der verfügbaren Vegetation.

## Systematik
Die Scaglia-Kammratte wird als eigenständige Art innerhalb der Gattung der Kammratten (Ctenomys) eingeordnet, die aus etwa 70 Arten besteht. Die wissenschaftliche Erstbeschreibung der Art stammt von dem argentinischen Zoologen Julio Rafael Contreras aus dem Jahr 1999. Dieser gab als Typuslokalität den Nationalpark Los Cardones in der Provinz Tucumán an; die Fundhöhe wurde mit 2500 Metern dokumentiert.
Innerhalb der Art werden neben der Nominatform keine Unterarten unterschieden.

## Status, Bedrohung und Schutz
Die Scaglia-Kammratte wird aufgrund fehlender Daten von der International Union for Conservation of Nature and Natural Resources (IUCN) nicht in eine Gefährdungskategorie eingeordnet, sondern als „data deficient“ gelistet. Unsicherheit besteht über die Verteilung der Arten, Bedrohungen und Erhaltungsmaßnahmen in der Andenregion. Es wird dabei angenommen, dass diese Art bedroht ist, jedoch gibt es noch sehr wenige Informationen über das Vorkommen, die Lebensweise, die Bestände und Populationen.

## Belege
1. 1 2 3 4 5 6  Salta Tuco-tuco. In: T.R.O. Freitas: Family Ctenomyidae In: Don E. Wilson, T.E. Lacher, Jr., Russell A. Mittermeier (Herausgeber): Handbook of the Mammals of the World: Lagomorphs and Rodents 1. (HMW, Band 6) Lynx Edicions, Barcelona 2016, S. 516. ISBN 978-84-941892-3-4.
2. 1 2 3   Ctenomys scagliai. In: Don E. Wilson, DeeAnn M. Reeder (Hrsg.): Mammal Species of the World. A taxonomic and geographic Reference. 2 Bände. 3. Auflage. Johns Hopkins University Press, Baltimore MD 2005, ISBN 0-8018-8221-4.
3. 1 2 3  Ctenomys scagliai in der Roten Liste gefährdeter Arten der IUCN 2019. Eingestellt von: R. Ojeda, 2016. Abgerufen am 11. April 2020.